# Terre des oublis
Terre des oublis (Chốn vắng) est un roman de Dương Thu Hương paru en 2002. Il a été traduit en anglais sous le titre No Man's Land. Il est paru en français en 2005. C'est le roman qui a révélé Dương Thu Hương au public français,. C'est quand son éditrice française l'invite à Paris pour la sortie de cette traduction qu'elle décide de rester en France.

## Résumé
Bôn revient chez lui quatorze ans après la fin de la Guerre du Viêt Nam. Mais depuis ce temps, il est considéré comme mort et sa femme Miên s'est remariée. Alors qu'elle était heureuse avec son deuxième époux Hoan, Miên doit le quitter pour retourner avec son premier mari, pour ne pas déroger aux traditions,.

## Accueil critique
La critique salue « une langue voluptueuse dans un roman remarquablement structuré » au « romantisme flamboyant ». Ce roman est aussi « un réquisitoire convaincant et passionnant » « qui fustige les archaïsmes d'une société rétrograde ».

## Prix
- Grand prix des lectrices de Elle 2007[1]